# Omografia (linguistica)
In linguistica, l'omografia indica l'uguaglianza grafica fra due parole di significato ed etimo diversi. Se le due parole sono poi anche omofone, si parla più propriamente di omonimia.
Due vocaboli con significato diverso ma uguale etimo propriamente rappresentano due accezioni del medesimo lessema (in tal caso il lessema è polisemico). Di norma, sul dizionario, tali lessemi sono raggruppati sotto il medesimo lemma e segnalati con numeri arabi (ad esempio, re nel senso di sovrano e re nel senso di carta da gioco). In qualche caso, i moderni lessicografi scelgono di trattare in lemmi separati lessemi che hanno sì lo stesso etimo, ma, in prospettiva sincronica, sono sentiti troppo distanti dai parlanti (ad esempio, calcolo nel senso di operazione matematica e calcolo nel senso medico di concrezione di sali: i due termini derivano entrambi da călculu(m), 'sassolino').

## Parole omografe nell'italiano
Nella lingua italiana, si può avere dunque omografia di parole omofone, come canto col significato di canzone o di angolo, oppure tra parole che differiscono nella pronuncia per diversi aspetti:
- accentativo, due parole differiscono nella pronuncia per la posizione dell'accento;
- fonetico, due parole differiscono per la realizzazione dei loro fonemi omografi.

Esempio di parole del primo caso sono parole come:
| lèggere (/ˈlɛʤʤere/)      | verbo     | leggère (/leˈdʒːɛre/)    | aggettivo  |
| àrbitri (/ˈarbitri/)      | arbitro   | arbìtri (/arˈbitri/)     | arbitrio   |
| condòmini ( /konˈdɔmini/) | condomino | condomìni (/kondoˈmini/) | condominio |
| dèmoni (/ˈdɛmoni/)        | demone    | demòni (/deˈmɔni/)       | demonio    |
| prèsidi (/ˈprɛsidi/)      | preside   | presìdi (/preˈsidi/)     | presidio   |
| prìncipi (/ˈprinʧipi/)    | principe  | princìpi (/prinˈʧipi/)   | principio  |

I casi in cui, invece, cambiano i fonemi, in italiano sono possibili soltanto in due casi: il primo con le parole che eventualmente contengono, in posizione tonica, le vocali e e o che possono essere aperte o chiuse come nel caso di bótte, "grosso recipiente di legno", e bòtte nel senso di "percossa" oppure di pèsca "frutto" e pésca "attività". Il secondo caso riguarda le consonanti s e z che possono essere sonore o sorde, ad esempio razza pronunciato /ˈrattsa/, la classe biologica, e /ˈraddza/, il pesce razza. In entrambi i casi la pronuncia, seppur localmente coerente, non è necessariamente uniforme in tutte le regioni italofone.

### Distinzione degli omografi
La distinzione degli omografi è uno dei pochi casi in cui l'italiano ammette l'accento grafico all'interno della parola, tuttavia è consigliabile usarlo soltanto quando il rischio di ambiguità sia realistico e non solo ipotetico.
Il caso più frequente è senz'altro quello di segnalare la diversa accentazione delle parole, in casi come sùbito o subìto, qualora sia distintivo, questo permette di eliminare immediatamente ogni possibilità di confusione. Tuttavia in alcuni casi può essere superfluo, non solo perché il contesto concorre già automaticamente a fugare i dubbi, ma anche perché le parole possono appartenere a due classi grammaticali differenti, per cui possono essere già presenti nel testo dei marcatori che ne rivelano automaticamente la funzione, per esempio scrivere "il capitàno", con l'accento per distinguerlo da càpitano, può essere inutile, poiché la presenza dell'articolo chiarisce già che la parola seguente non può essere altro che un sostantivo. Per contro, segnare l'accento anche in casi non realisticamente ambigui, ma comunque inconsueti (per esempio con parole che si usano poco o inaspettate), può agevolare una più veloce comprensione del testo, disambiguando subito la parola senza bisogno di rileggere la frase in un secondo momento.
Altro caso d'uso dell'accento grafico in mezzo alla parola è quello tipico dove il timbro aperto o chiuso della e o della o, ha valore distintivo, in questo caso è bene però ricordarsi che non tutti i parlanti potrebbero essere in grado di conoscere immediatamente la differenza tra le due parole, perché spesso sulla pronuncia e quindi sull'apprendimento della distinzione delle parole, possono influire varietà locali di italiano non conforme a quello standard, e senza contare che in tutti i modi solo i parlanti con una conoscenza medio alta della lingua o con una particolare formazione professionale conoscono la differenza reale tra parole che differiscono soltanto per il timbro della loro vocale tonica.
L'ultimo caso è quello invece delle parole che sono sia omografe che omofone, quindi senza reali distinzioni; in questo esiste la convenzione, in realtà poco usata e quindi forse anche poco conosciuta, che si segna l'accento per indicare la parola d'uso meno frequente; in questo vi è inoltre anche la palese soggettività del criterio di "minor diffusione" per capire veramente quale parola si è voluto indicare. Si contravviene invece a questa regola di segnalare l'accento per indicare l'accezione meno diffusa quando si ha a che fare con le voci del verbo dare, in questo caso per convenzione se c'è l'accento questo indica sempre e comunque una voce di questo verbo. I casi sono:
- (tu) dài per distinguerlo dalla preposizione dai
- (essi) dànno per distinguerlo dal danno
- (tu) désti per distinguerlo da desto (sveglio)
- (egli) désse per distinguerlo da desse (f. pl. di desso)
- (io) déssi per distinguerlo da dessi (pl. di desso)
- (tu) dàgli per distinguerlo dalla preposizione  dagli
- (io) dètti per distinguerlo da detti (motto o dettare)
- (egli) dètte per distinguerlo da dette